# Машань (Наньнин)
Маша́нь (кит. упр. 马山, пиньинь Mǎshān) — уезд городского округа Наньнин Гуанси-Чжуанского автономного района (КНР).

## История
Исторически это были места обитания национальных меньшинств, управлявшиеся традиционными структурами. Во времена империи Цин в 1867 году был создан Намаский комиссариат (那马厅)
После Синьхайской революции в 1912 году Намаский комиссариат был преобразован в уезд Нама (那马县), а в 1915 году был создан ещё и уезд Луншань (隆山县).
После того, как в декабре 1949 года провинция Гуанси была занята войсками НОАК и вошла в состав КНР, оба уезда были включены в состав Специального района Умин (武鸣专区). В декабре 1950 года Специальный район Умин был расформирован, и с 1951 года оба уезда перешли в состав Специального района Наньнин (南宁专区). В июне 1951 года уезды Нама и Луншань были объединены в уезд Машань, название которого было составлено из вторых иероглифов названий прежних уездов. В конце 1951 года Специальный район Наньнин был расформирован, и уезд перешёл в состав Специального района Биньян (宾阳专区). В декабре 1952 года в провинции Гуанси был создан Гуйси-Чжуанский автономный район (桂西壮族自治区), а в 1953 году Специальные районы Биньян и Чунцзо были объединены в Специальный район Юннин (邕宁专区) Гуйси-Чжуанского автономного района. В 1956 году Гуйси-Чжуанский автономный район был переименован в Гуйси-Чжуанский автономный округ (桂西僮族自治州). В 1958 году автономный округ был упразднён, а вся провинция Гуанси была преобразована в Гуанси-Чжуанский автономный район. Специальный район Юннин был при этом переименован в Специальный район Наньнин (南宁专区). 
В 1971 году Специальный район Наньнин был переименован в Округ Наньнин (南宁地区).
Постановлением Госсовета КНР от 23 декабря 2002 года округ Наньнин был упразднён, и уезд перешёл в состав городского округа Наньнин.

## Административное деление
Уезд делится на 7 посёлков, 2 волости и 2 национальные волости.